# Cappoquin
Cappoquin (iriska: Ceapach Choinn) är en ort i republiken Irland.   Den ligger i grevskapet Waterford och provinsen Munster, i den södra delen av landet, 170 km sydväst om huvudstaden Dublin. Cappoquin ligger 3 meter över havet och antalet invånare är 759.
Terrängen runt Cappoquin är kuperad åt nordväst, men åt sydost är den platt. Cappoquin ligger nere i en dal. Runt Cappoquin är det glesbefolkat, med 14 invånare per kvadratkilometer. Närmaste större samhälle är Dungarvan, 17,0 km öster om Cappoquin. Trakten runt Cappoquin består i huvudsak av gräsmarker.